# Битва під Звенигородом (1227)
Битва під Звенигородом (1227) — центральна подія угорського походу на Галич, розпочатого після весілля королевича Андрія з дочкою Мстислава Удатного та передачі Андрію Перемиського князівства (1226).

## Історія
Угорці прийшли до Перемишля, звідки втік тисяцький Юрій. Потім прийшли до Звенигорода. Причину того, чому Андраш потім не пішов на Галич, літопис наводить таку:
бо поведахуть йому вол'хви угорські, бо бачиш Галич, не бути йому живу
Угорці взяли Теребовлю, Тихомль і безуспішно брали в облогу Кременець, після чого повернулися до Звенигорода. Тоді Мстислав Удатний вийшов із Галича і сталася битва, в якій угорці були розбиті. За словами літопису, Андраш пішов з галицької землі, зім'ятеся розумом.
Конфлікт не завадив тому, щоб того ж року Мстислав передав королевичу Андрію сам Галич, сам перейшовши в Пониззя, судячи з усього, під впливом настроїв галицького боярства.